# Доллинджер, Джеймс
Джеймс Уильям Доллинджер (англ. James William Dallinger; род. 30 сентября 1985, Кеймбридж (Новая Зеландия), Уаикато) — новозеландский гребец, выступавший за сборную Новой Зеландии по академической гребле в 2002—2011 годах. Чемпион мира, победитель и призёр этапов Кубка мира, участник летних Олимпийских игр в Пекине.

## Биография
Джеймс Доллинджер родился 30 сентября 1985 года в Кеймбридже, Новая Зеландия.
Заниматься академической греблей начал в 2000 году во время учёбы в средней школе St Paul’s Collegiate School. Состоял в местной гребной команде, где проходил подготовку под руководством известного гребца Иана Райта, неоднократно принимал участие в различных школьных регатах, в том числе в 2002 и 2003 годах в восьмёрках дважды выигрывал Кубок Маади. Позже тренировался в клубе Waikato Rowing Club в Гамильтоне.
Впервые заявил о себе на международной арене в сезоне 2002 года, став девятым в восьмёрках на юниорском мировом первенстве в Тракае. Год спустя на аналогичных соревнованиях в Афинах в той же дисциплине финишировал шестым.
В 2004 году в восьмёрках занял восьмое место на молодёжной регате в Познани.
В 2006 году в распашных рулевых четвёрках одержал победу на молодёжном чемпионате мира и, попав в основной состав новозеландской национальной сборной, побывал на взрослом чемпионате мира в Итоне, откуда привёз награду бронзового достоинства — в решающем финальном заезде дисциплины M4+ уступил только экипажам из Германии и Канады.
В 2007 году в четвёрках без рулевого был лучшим на этапе Кубка мира в Амстердаме, взял бронзу на этапе в Люцерне, завоевал золотую медаль на мировом первенстве в Мюнхене.
Благодаря череде удачных выступлений удостоился права защищать честь страны на летних Олимпийских играх 2008 года в Пекине. Вместе с партнёрами по команде Карлом Мейером, Эриком Мюрреем и Хэмишем Бондом в четвёрках безрульных сумел квалифицироваться лишь в утешительный финал В и расположился в итоговом протоколе соревнований на седьмой строке.
После достаточно длительного перерыва в 2011 году Доллинджер ненадолго вернулся в состав гребной команды Новой Зеландии и принял участие ещё в нескольких крупных международных регатах. В частности, в безрульных четвёрках он выиграл серебряную медаль на этапе Кубка мира в Гамбурге, стал шестым на этапе в Люцерне и восьмым на чемпионате мира в Бледе.